# 대한민국 제17대 대통령 선거 민주당 후보 경선
대한민국 제17대 대통령 선거 민주당 후보 경선은 2007년 대선을 위해 민주당의 후보를 선출한 절차를 말한다. 경선 결과 이인제 의원이 대통령 후보로 최종 당선되었다.
이인제 후보가 경선 전까지만 해도 압도적인 선두를 달릴 것으로 보이던 조순형 후보의 대세론을 깨고 연승행진을 이어가자 일각에서는 이인제 후보의 조직 동원 및 관권 선거 의혹이 제기되었고, 결국 제주 경선이 무산되고 조순형 후보가 사퇴하는 등 난항을 겪었다.
이인제 후보는 결국 대통령 후보로 선출되었으나, 이인제 후보는 5년 전 당을 버리고 떠나 자민련, 중심당 등에서 활동하다 경선 직전에 복당한 터라 내부 반발이 심각해졌으며, 결국 대부분의 국회의원 및 당원들이 탈당하는 사태가 벌어지기에 이르렀다.
이인제 후보는 한때 정동영 대통합민주신당 후보와의 단일화를 시도했으나 끝내 독자 완주를 결정했고, 선거 결과 0.7%의 득표율로 6위를 기록했다. 민주당은 대선 이후 얼마 지나지 않아 대통합민주신당과 합당하게 된다.

## 배경
민주당은 2002년 대선 이후 여당이 되었으나, 노무현 대통령이 탈당하고 열린우리당을 창당하며 야당이 되었다. 이후 민주당은 한나라당과 연대해 노무현 대통령 탄핵 소추를 주도했다가 역풍을 맞아 2004년 총선에서 9석을 얻으며 제4당으로 추락했다. 당의 존립이 위태롭던 민주당은 제4회 지방선거, 2006년 국회의원 보궐 선거 등에서 선전하며 재기를 노렸다. 
세력 확장을 필요로 하던 민주당은 중도개혁통합신당과 연합, 2007년 6월 27일 중도통합민주당으로 합당했으나, 창당한지 1개월여만에 중도개혁통합신당계가 대통합민주신당 창당에 참여하기 위해 이탈하면서 다시 군소 정당으로 전락했다. 
중도통합민주당에서 도로 민주당으로 당명을 고친 이후에도 위태롭던 당은 대선 후보를 낼지 자체도 불확실했으나, 대통합민주신당 참여 등을 고려한 끝에 결국 독자 경선을 치르기로 했다.

## 경선 방식
민주당은 당원 50%, 일반국민 선거인단 35%, 여론조사 15%의 비율로 대선 후보를 선출하기로 합의했다. 당초 여론조사는 10%만 반영하기로 했으나, 여론조사 상 우위를 보이던 조순형 후보의 강력한 주장으로 15%로 바뀌었다.

## 경선 과정
당초 당권을 쥐고 있던 조순형 후보 측은 경선 룰, 일정 등을 정하는데 큰 영향을 끼쳐 다른 후보들의 반발을 샀다.
당초 여론조사에서 줄곧 1위를 달리던 조순형 후보의 우세가 예측됐으나, 초반 경선 결과 이인제 후보가 연승, 조직 동원 의혹이 제기됐다.
민주당에 입당한지 5개월 남짓 밖에 안 된 데다 두 번이나 경선에 불복한 전력이 있는 이인제 후보가 점점 대세론을 달리자 타 후보들은 이인제를 막아야 한다며 합동 공세를 가했다. 그럼에도 불구하고 이인제 후보는 연전연승을 이어가, 끝내 후보직을 따냈다.
10월 16일, 민주당은 전당대회를 열고 이인제 후보를 제17대 대선 후보로 공식 선출했다. 이인제 후보는 수락 연설을 통해 "위대한 중도 개혁의 시대를 열겠다"고 말하고 한나라당에 대항하기 위한 후보 단일화 작업에 착수하겠다고 공약하였다. 그러나 이후 대통합민주신당과의 단일화 협상이 불발해 이인제 후보는 끝까지 대선을 완주하게 되었다.

## 결과
| 날짜      | 지역        | 장상  | 장상 | 이인제 | 이인제 | 조순형 | 조순형 | 김민석 | 김민석 | 신국환 | 신국환 | 계     |
| --------- | ----------- | ----- | ---- | ------ | ------ | ------ | ------ | ------ | ------ | ------ | ------ | ------ |
| 9월 20일  | 인천        | 67    | 3.4  | 735    | 37.1   | 508    | 25.6   | 422    | 21.3   | 251    | 12.7   | 1,983  |
| 9월 29일  | 전북        | 582   | 6.4  | 5,236  | 57.2   | 2,023  | 22.1   | 1,094  | 12.0   | 211    | 2.3    | 9,146  |
| 9월 30일  | 대구        | 35    | 3.9  | 396    | 44.3   | 247    | 27.7   | 46     | 5.2    | 169    | 18.9   | 893    |
| 9월 30일  | 경북        | 30    | 1.0  | 484    | 16.3   | 147    | 4.9    | 126    | 4.2    | 2,190  | 73.6   | 2,977  |
| 9월 30일  | 강원        | 30    | 3.3  | 576    | 63.7   | 194    | 21.5   | 33     | 3.7    | 71     | 7.9    | 904    |
| 10월 3일  | 제주        | 128   | 10.1 | 417    | 33.0   | 56     | 4.4    | 544    | 43.1   | 118    | 9.3    | 1,263  |
| 10월 6일  | 부산        | 24    | 3.9  | 352    | 57.2   | -      | -      | 156    | 25.4   | 83     | 13.5   | 615    |
| 10월 6일  | 울산        | 11    | 1.3  | 486    | 56.5   | -      | -      | 304    | 35.3   | 59     | 6.9    | 860    |
| 10월 6일  | 경남        | 23    | 4.3  | 185    | 34.8   | -      | -      | 231    | 43.4   | 93     | 17.5   | 532    |
| 10월 7일  | 서울        | 544   | 9.9  | 2,852  | 52.1   | -      | -      | 1,581  | 28.9   | 499    | 9.1    | 5,476  |
| 10월 13일 | 경기·충청   | 348   | 5.2  | 4,792  | 71.5   | -      | -      | 982    | 14.7   | 579    | 8.6    | 6,701  |
| 10월 14일 | 광주        | 196   | 3.3  | 3,447  | 57.4   | -      | -      | 2,253  | 37.5   | 106    | 1.8    | 6,002  |
| 10월 14일 | 전남        | 356   | 2.8  | 8,217  | 63.8   | -      | -      | 3,825  | 29.7   | 480    | 3.7    | 12,878 |
| 10월 16일 | 대의원·우편 | 124   | 9.8  | 843    | 67.0   | -      | -      | 243    | 19.3   | 49     | 3.9    | 1,259  |
| 10월 16일 | 여론조사    | 486   | 5.3  | 5,158  | 56.8   | -      | -      | 2,801  | 30.8   | 642    | 7.1    | 9,087  |
| 최종 결과 | 최종 결과   | 2,984 | 4.9  | 34,176 | 56.4   | 3,175  | 5.2    | 14,641 | 24.2   | 5,600  | 9.2    | 60,576 |

## 같이 보기
- 대한민국 제17대 대통령 선거
- 대한민국 제17대 대통령 선거 대통합민주신당 후보 경선
- 대한민국 제17대 대통령 선거 한나라당 후보 경선
- 대한민국 제17대 대통령 선거 민주노동당 후보 경선